# Nowoołeksandriwka (osiedle)
Nowoołeksandriwka (ukr. Новоолександрівка, ros. Новоалександровка) – osiedle typu miejskiego na Ukrainie, w obwodzie ługańskim.

## Historia
W 1700 roku założono chutor Procykowo (Проциково), od 1938 roku wieś pod obecną nazwą, w 1946 roku zmieniono status na osiedle typu miejskiego.
W 1989 liczyło 1874 mieszkańców.
W 2013 liczyło 1582 mieszkańców.
Od 2014 roku jest pod kontrolą Ługańskiej Republiki Ludowej. 30 września 2022 roku, wraz z całym obszarem ŁRL, osiedle zaanektowane zostało przez Federację Rosyjską. 

## Ludzie związani z Nowoołeksandriwką
- Aleksandr Kolesnikow - radziecki działacz partyjny
- Kławdyja Petrowna Kowałewa - członkini konspiracyjnej antyhitlerowskiej organizacji młodzieżowej "Młoda Gwardia"[5]